# 戈爾登蓋特 (佛羅里達州)
戈爾登蓋特（英語：Golden Gate）是位於美國佛羅里達州科利爾縣的一個人口普查指定地區。

## 地理
戈爾登蓋特的座標為25°11′07″N 81°42′13″W / 25.18528°N 81.70361°W，而該地最高點為海拔高度3米（即10英尺）。

## 人口
根據2010年美國人口普查的數據，戈爾登蓋特的面積為10.60平方千米，當中陸地面積為10.10平方千米，而水域面積為0.50平方千米。當地共有人口23961人，而人口密度為每平方千米2,260人。